# Röven, Västergötland
Röven är en sjö i Laxå kommun i Västergötland och ingår i Motala ströms huvudavrinningsområde. Röven ligger i Tivedens nationalpark (västra) Natura 2000-område.